# Tipula kaibabensis
Tipula kaibabensis är en tvåvingeart som beskrevs av Alexander 1946. Tipula kaibabensis ingår i släktet Tipula och familjen storharkrankar. Inga underarter finns listade i Catalogue of Life.